# Појенариј Апостоли (Прахова)
Појенариј Апостоли (рум. Poienarii Apostoli) насеље је у Румунији у округу Прахова у општини Горгота. Oпштина се налази на надморској висини од 112 m.

## Становништво
Према подацима из 2002. године у насељу је живело 1553 становника, од којих су сви румунске националности.